# Franz Wegner
Franz Wegner (15 giugno 1940) è un fisico tedesco noto per il suo contributo alla fisica statistica, e in particolare alla sua applicazione alle teorie di gauge su reticolo.

## Biografia
Franz Wegner ha conseguito il dottorato di ricerca presso l'Università tecnica di Monaco nel 1968, sotto la supervisione di Wilhelm Brenig, con la tesi "Zum Heisenberg-Modell im paramagnetischen Bereich und am kritischen Punkt" ("Sul modello di Heisenberg all'interno dell'intervallo paramagnetico e nel punto critico" ).
Successivamente, ha svolto attività di ricerca con una posizione di post-dottorato al Forschungszentrum Jülich, nel gruppo di Herbert Wagner e alla Brown University con Leo Kadanoff. Dal 1974 è professore di fisica teorica all'Università di Heidelberg, della quale è emerito dal 2006.

## Ricerca
Il lavoro scientifico di Wegner è incentrato sulla fisica statistica, in particolare nella teoria delle transizioni di fase e del gruppo di rinormalizzazione. L'omonimo "esponente di Wegner" è di fondamentale importanza nella descrizione matematica delle correzioni all'invarianza di scala asintotica in prossimità delle transizioni di fase. Wegner ha anche "inventato" i modelli teorici fondativi delle teorie di gauge su reticolo. Il metodo sviluppato a partire dal lavoro di Wegner è oggigiorno intensamente utilizzato nelle simulazioni della cromodinamica quantistica.

## Premi e riconoscimenti
- Medaglia Max Planck nel 1986[7]
- Premio Lars Onsager nel 2015[3]

Franz Wegner è inoltre membro dell'Accademia delle scienze di Heidelberg e fellow dell'American Physical Society

## Opere principali di Wegner
- Corrections to scaling laws, in Physical Review B, vol. 5, n. 11, 1972, DOI:10.1103/PhysRevB.5.4529.
- Mobility edge problem – continuous symmetry and a conjecture, in Zeitschrift für Physik B, vol. 35, n. 3, 1979, DOI:10.1007/BF01319839.
- Duality in Generalized Ising Models and Phase Transitions without Local Order Parameter, in J. Math. Phys., vol. 12, n. 10, 1971, DOI:10.1063/1.1665530.